# Diospyros pubescens
Diospyros pubescens är en tvåhjärtbladig växtart som beskrevs av Christiaan Hendrik Persoon. Diospyros pubescens ingår i släktet Diospyros och familjen Ebenaceae. Inga underarter finns listade i Catalogue of Life.